# Янтарный (Саратовская область)
Янта́рный — посёлок в Пугачёвском районе Саратовской области, в составе сельского поселения Клинцовское муниципальное образование.

## История
В 1963 году указом Президиума Верховного Совета РСФСР хутор Куриный Дол переименован в посёлок Янтарный.

## Население
| 2002 | 2010 |
| ---- | ---- |
| 90   | ↘43  |